# One Magic Christmas
One Magic Christmas is een Amerikaans-Canadese fantasyfilm uit 1985, geregisseerd door Phillip Borsos. De hoofdrollen worden vertolkt door Mary Steenburgen, Gary Basaraba en Harry Dean Stanton.

## Verhaal
In dit sprookje overkomt een familie heel veel ongeluk.

## Rolbezetting
| Acteur             | Personage            |
| ------------------ | -------------------- |
| Mary Steenburgen   | Ginny Hanks Grainger |
| Gary Basaraba      | Jack Grainger        |
| Harry Dean Stanton | Gideon               |
| Arthur Hill        | Caleb Grainger       |
| Elisabeth Harnois  | Abbie Grainger       |
| Robbie Magwood     | Cal Grainger         |
| Michelle Meyrink   | Betty                |
| Elias Koteas       | Eddie                |
| Wayne Robson       | Harry Dickens        |
| Jan Rubes          | Sinterklaas          |
| Sarah Polley       | Molly Monaghan       |
| Graham Jarvis      | Frank Crump          |
| Timothy Webber     | Herbie Conklin       |
| Joy Thompson       | Mrs. Monaghan        |
| John Friesen       | Mr. Noonan           |